# Frédéric Bruynseels
Fréderic-Albert Gustave Bruynseels (Anvers, 13 de juliol de 1888 - 10 d'octubre de 1959) va ser un regatista belga que va competir a començaments del segle xx.
El 1920 va prendre part en els Jocs Olímpics d'Anvers, on va guanyar la medalla d'or en els 6 metres (1907 rating) del programa de vela, a bord del Edelweiß, junt a Émile Cornellie i Florimond Cornellie.